# Benito Juárez, Michoacán de Ocampo
Benito Juárez är en ort i Mexiko.   Den ligger i kommunen Juárez och delstaten Michoacán de Ocampo, i den södra delen av landet, 140 km väster om huvudstaden Mexico City. Benito Juárez ligger 1 325 meter över havet och antalet invånare är 3 639.